# Mikado lourde USRA
Pour les articles homonymes, voir Mikado (locomotive) et Mikado USRA.
La Mikado lourde USRA (Heavy Mikado USRA) était une locomotive à vapeur de classe standard, conçue sous le contrôle de l'United States Railroad Administration (USRA), agence fédérale mise en place pour nationaliser et gérer les chemins de fer aux États-Unis pendant la Première Guerre mondiale.
Il ne faut pas confondre cette série avec la Mikado légère USRA.

## Historique
L'entrée des États-Unis dans l'économie de guerre de la Première Guerre mondiale demande une logistique importante. Les chemins de fer américains sont incapables de faire face aux besoins, par manque de matériels en bon état et unifié. Cela créé d'importantes ruptures de charge incompatibles avec l'effort de guerre.
L'United States Railroad Administration va prendre le contrôle des compagnies de chemin de fer (alors toutes privées), puis unifier le matériel moteur et roulant. Les constructeurs vont alors produire des séries de locomotives unifiées, conçues sous la supervision de l'USRA et payées par le gouvernement fédéral.
Durant la période où l'USRA contrôle les compagnies de chemin de fer, les machines fédérales portent alors le marquage « U.S. » sur le tender, avec parfois le nom de la compagnie qui en est responsable écrit en plus petit.

## Caractéristiques
La Mikado lourde USRA a été classée comme une 2-8-2 dans la classification de Whyte, en tant que 1'D'1 dans la classification UIC et en tant que 141 pour le système français. Au total, 233 locomotives ont été construites sur ce plan pour l'USRA ; après-guerre, ce plan type est devenu de facto le dessin standard ; un nombre total de 957 locomotives (dont les originaux USRA et toutes les « copies » ultérieures), ont été produites.
Elles ont utilisé le même train de roues que les Mikado légères USRA mais ont été construites pour supporter une charge à l'essieu plus élevée avec des grands cylindres et une chaudière beaucoup plus grande pour générer plus de vapeur et donc plus de puissance. De nombreux aspects de la locomotive du type PRR class 1 (une Mikado du Pennsylvania Railroad) ont été transposés à la Mikado lourde à l'exception cependant de leur foyer Belpaire caractéristique.
Ces machines furent construites par ALCO, Baldwin et Lima.

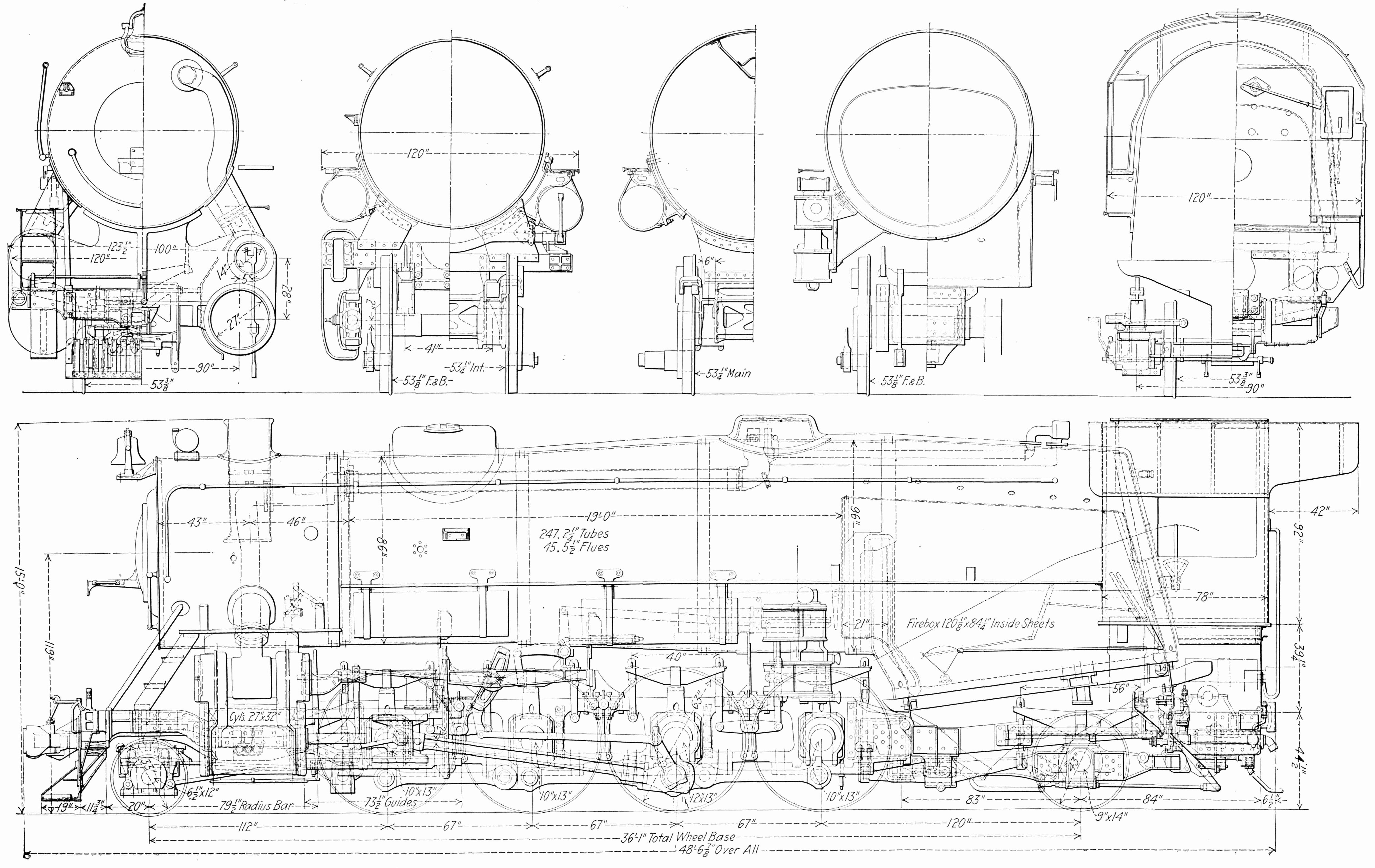
Diagramme général de la Mikado lourde USRA

### Mikado lourdes USRA originales
| Réseau                                                                                | Nombre | Classe     | Numéros              | Observations                                                                                |
| ------------------------------------------------------------------------------------- | ------ | ---------- | -------------------- | ------------------------------------------------------------------------------------------- |
| Central Railroad of New Jersey                                                        | 10     | M1s        | 850–859              | reclassées M63 en 1945                                                                      |
| Chicago, Burlington & Quincy Railroad                                                 | 15     | O-4        | 5500–5514            | plusieurs exemplaires au Colorado and Southern Railway et au Fort Worth and Denver Railroad |
| CB&Q affiliate Fort Worth and Denver Railway                                          | 5      | E-4A2      | 451–455              |                                                                                             |
| Chicago, Milwaukee, St. Paul and Pacific Railroad (“Milwaukee Road”)                  | 100    | L3         | 8600–8699            | Renumérotées 300–399 (pas dans le même ordre)                                               |
| Chicago, St. Paul, Minneapolis and Omaha Railway (“Omaha Road”)                       | 4      | J-2        | 422–425              |                                                                                             |
| El Paso and Southwestern Railroad                                                     | 5      |            |                      | au Great Northern Railway #3204–3208 en 1920                                                |
| Elgin, Joliet and Eastern Railway                                                     | 5      |            |                      | au Western Pacific Railroad en 1920                                                         |
| Erie Railroad                                                                         | 15     | N-2        | 3200–3214            |                                                                                             |
| Great Northern Railway                                                                | 4      | O-3        | 3145–3148            |                                                                                             |
| Louisville and Nashville Railroad                                                     | 20     | J4         | 1750–1769            |                                                                                             |
| New York Central Railroad subsidiary Pittsburgh and Lake Erie Railroad                | 15     | H-9b, H-9d | 9505–9509, 9510–9519 |                                                                                             |
| New York Central Railroad subsidiary Pittsburgh, McKeesport and Youghiogheny Railroad | 15     | H-9a, H-9c | 9580–9589, 9590–9594 |                                                                                             |
| Wheeling and Lake Erie Railway                                                        | 20     | M-1        | 6001–6020            | au New York, Chicago and St. Louis Railroad (“Nickel Plate Road”) #671–690 en 1949          |
| Total                                                                                 | 233    |            |                      |                                                                                             |

### Copies
| Réseau                                                                 | Nombre | Classe        | Numéros              | Observations           |
| ---------------------------------------------------------------------- | ------ | ------------- | -------------------- | ---------------------- |
| Central Railroad of New Jersey                                         | 56     | M2s, M2as, M3 | 860–915              | reclassées M63 en 1945 |
| Chicago, Indianapolis and Louisville Railroad (“Monon”)                |        |               |                      |                        |
| Chicago, St. Paul, Minneapolis and Omaha Railway (“Omaha Road”)        | 6      | J-2           | 426–431              |                        |
| Chicago, St. Paul, Minneapolis and Omaha Railway (“Omaha Road”)        | 8      | J-3           | 432–439              |                        |
| Louisville and Nashville Railroad                                      | 145    | J-4, J-4A     | 1770–1914            |                        |
| Missouri Pacific Railroad                                              | 170    | MK-63         | 1401–1570            |                        |
| MP subsidiary St. Louis, Brownsville and Mexico Railway                | 10     | MK-63         | 1111–1120            |                        |
| New York, Chicago and St. Louis Railroad (“Nickel Plate Road”)         |        |               |                      |                        |
| Pittsburgh and West Virginia Railway                                   |        |               |                      |                        |
| St. Louis-San Francisco Railway                                        | 65     | 4100          | 4100–4164            |                        |
| Southern Railway                                                       | 115    | Ms-4          | 4800–4915            |                        |
| Southern subsidiary Alabama Great Southern Railroad                    | 8      | Ms-4          | 6622–9929            |                        |
| Southern subsidiary Cincinnati, New Orleans and Texas Pacific Railroad | 43     | Ms-4          | 6320–6337, 6350–6374 |                        |
| West Point Route (Atlanta and West Point Rail Road)                    | 1      | F             | 430                  |                        |
| West Point Route (Western Railway of Alabama)                          | 1      | F             | 380                  |                        |
| Total                                                                  | 724    |               |                      |                        |